# Kizito Musampa
Kizito „Kiki“ Musampa (* 20. Juli 1977 in Kinshasa) ist ein ehemaliger niederländischer Fußballspieler. Er spielte zuletzt für den niederländischen Erstligisten Willem II Tilburg.

## Karriere
Musampas Karriere startete in der Jugendmannschaft von Ajax Amsterdam. Das Talent machte auf sich aufmerksam und spielt insgesamt 42 Spiele. 1997 unterschrieb Musampa bei Girondins Bordeaux. Durch diesen Transfer machte sich Kizito Hoffnungen für die Berufung zur WM 1998 in Frankreich. Trotz der vielen Einsätze für Bordeaux nominierte der damalige Bonds-Coach Guus Hiddink Musampa nicht. 
Nach zwei Jahren in Frankreich entschied sich der Niederländer mit kongolesischer Abstammung zu einem Wechsel nach Spanien, er entschied sich für den FC Málaga. In vier Saisons absolvierte Musampa 96 Spiele und machte 22 Tore. 2003 wechselt Musampa innerhalb Spaniens zu Atlético Madrid. Mit diesem Wechsel erhoffte sich Musampa einen weiteren guten Schritt in seiner Karriere. Im ersten Jahr spielte „Kiki“ für die Hauptstädter 26 Spiele (6 Tore). Im zweiten Jahr hatte nur noch 8 Einsätze. Im Sommer 2004 wurde Kizito Musampa für ein Jahr an Manchester City verliehen. Wie in Madrid spielte Musampa im ersten Jahr in der ersten Mannschaft. Manchester einigte sich mit Atletico Madrid, dass der Niederländer für ein weiteres Jahr in England spielt. Doch das erwies sich als Flop, er verlor erneut seinen Stammplatz. 
In der Saison 2006/07 spielte er für den türkischen Verein Trabzonspor. Am Anfang der Saison 2007/08 war er vereinslos, bis er im November 2007 bei AZ Alkmaar unterschrieb.